# Proschhübel

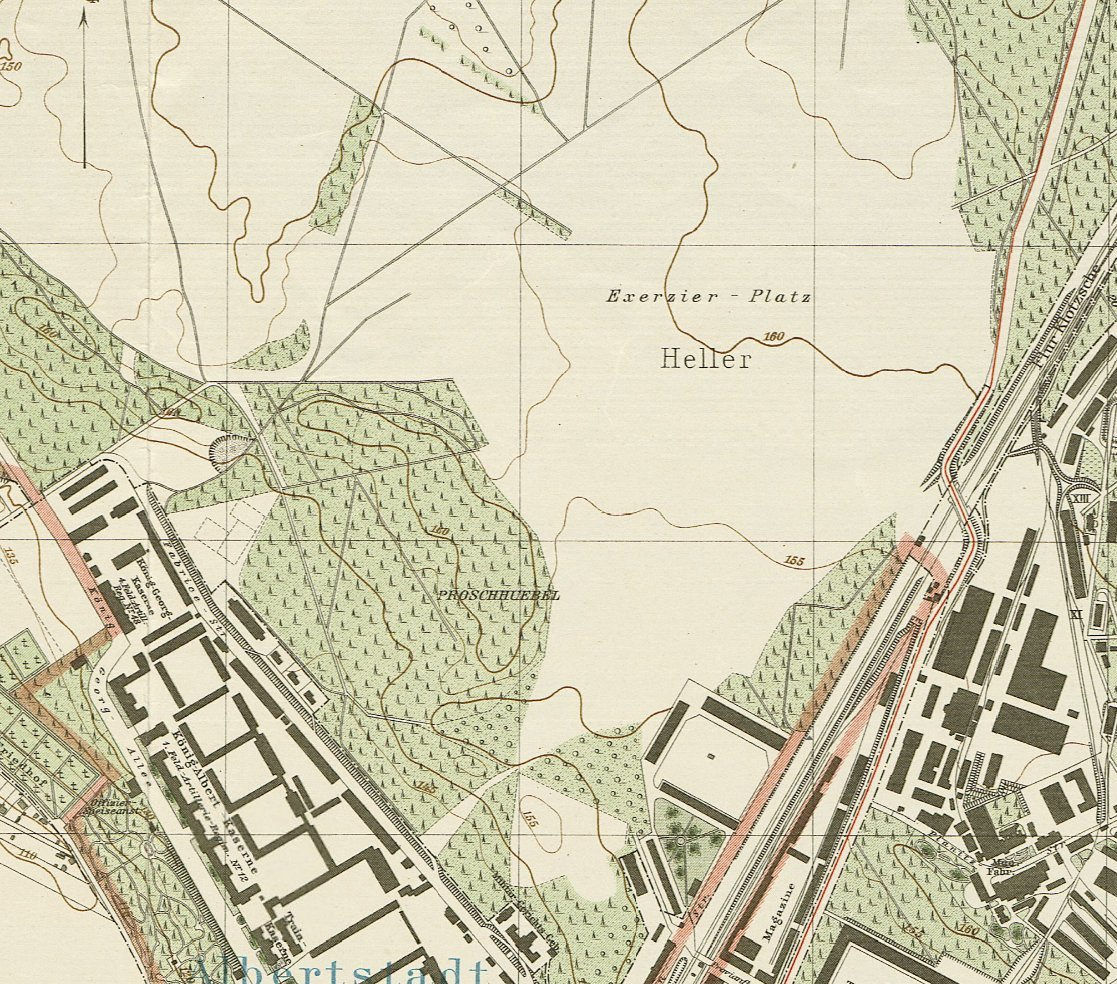
Lage des Proschhübels am Heller, um 1917

Der Proschhübel ist eine langgestreckte natürliche Erhebung in der Albertstadt in Dresden und befindet sich unterhalb des Hellers. Er liegt 160 m ü. NN, seine größte Höhe bemisst sich auf 164,4 m ü. NN. 
Der Proschhübel war ursprünglich vollständig bewaldet. Im Zuge des Ausbaus der Kasernenanlagen der Albertstadt wurde er größtenteils abgeholzt. Später wurde er zum Teil als Sandgrube und als Mülldeponie genutzt. Die Mülldeponien sind heute renaturiert und wurden mit der sich im Ostteil des Geländes liegenden Parkanlage verbunden.
Nach Ende des Zweiten Weltkriegs wurde am westlichen Ende der Trümmerberg Albertstadt aufgeschüttet.
Am Proschhübel liegen die Dresdner Niederlassung der Bundesanstalt für Arbeitsschutz und Arbeitsmedizin und die Justizvollzugsanstalt Dresden.
Von 1946 bis 2011 hieß die Fabricestraße zwischenzeitlich Proschhübelstraße. Im April 2016 wurde südlich des Proschhübels an der Fabricestraße Ecke Magazinstraße die Feuerwache 1 der Feuerwehr Dresden als Ersatz für die zu klein gewordene Feuerwache Dresden-Neustadt in Betrieb genommen.